# تاوراوت (إيمتشيمن)
تاوراوت هو دُوَّار يقع بجماعة تونفيت، إقليم ميدلت، جهة درعة تافيلالت في المملكة المغربية. ينتمي الدوّار لمشيخة إيمتشيمن التي تضم 6 دواوير. يقدر عدد سكانه بـ 299 نسمة حسب الإحصاء الرسمي للسكان والسكنى لسنة 2004.

## روابط خارجية
- البوابة الوطنية للجماعات الترابية نسخة محفوظة 12 مارس 2018 على موقع واي باك مشين.
- المندوبية السامية للتخطيط